# Condado de Victoria (Novo Brunswick)
O Condado de Victoria é um dos quinze condados da província canadense de New Brunswick.